# Amastris vismiae
Amastris vismiae är en insektsart som beskrevs av George Darby Haviland. Amastris vismiae ingår i släktet Amastris och familjen hornstritar. Inga underarter finns listade i Catalogue of Life.